# Villamarzana

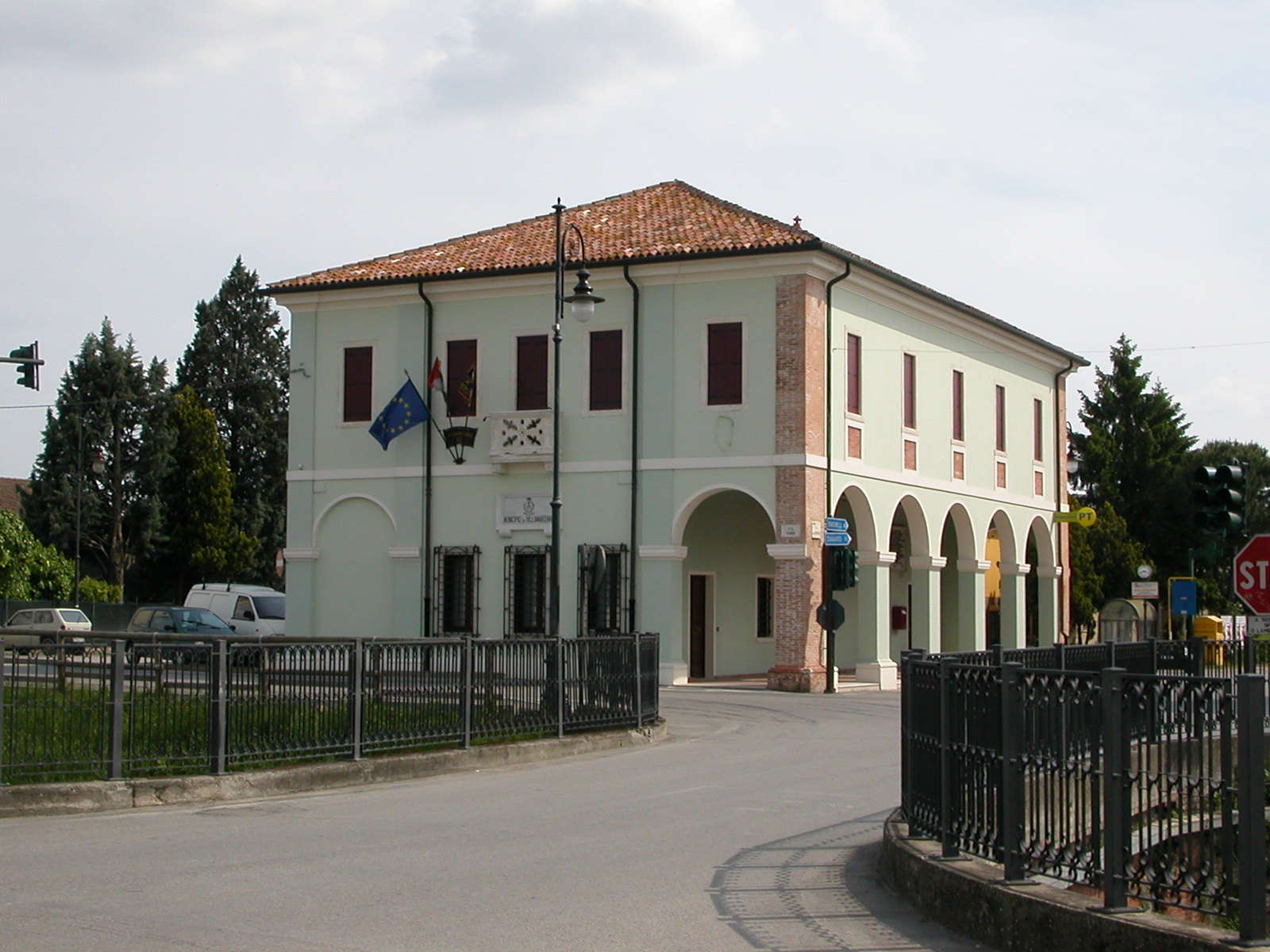
Gemeindeverwaltung in Villamarzana

Villamarzana ist eine nordostitalienische Gemeinde (comune) mit 1132 Einwohnern (Stand 31. Dezember 2023) in der Provinz Rovigo in Venetien. Die Gemeinde liegt etwa zehn Kilometer südwestlich von Rovigo.

## Verkehr
In der Gemeinde kreuzt die Strada Statale 434 Transpolesana von Verona nach Rovigo die Autostrada A13 von Padua nach Bologna.